# Santa Elena de la Villa
Santa Elena de la Villa är en ort i Mexiko.   Den ligger i kommunen San Marcos och delstaten Guerrero, i den södra delen av landet, 280 km söder om huvudstaden Mexico City. Santa Elena de la Villa ligger 326 meter över havet och antalet invånare är 693.
Terrängen runt Santa Elena de la Villa är kuperad, och sluttar söderut. Runt Santa Elena de la Villa är det ganska glesbefolkat, med 34 invånare per kvadratkilometer. Närmaste större samhälle är San Marcos, 11,0 km sydväst om Santa Elena de la Villa. Omgivningarna runt Santa Elena de la Villa är en mosaik av jordbruksmark och naturlig växtlighet.